# Харриет (озеро)
Харриет (англ. Lake Harriet, Mde Unma) — озеро на юго-западе Миннеаполиса. Площадь водной поверхности составляет 1,38 км² (341 акров), максимальная глубина — 26,5 метров (87 футов).

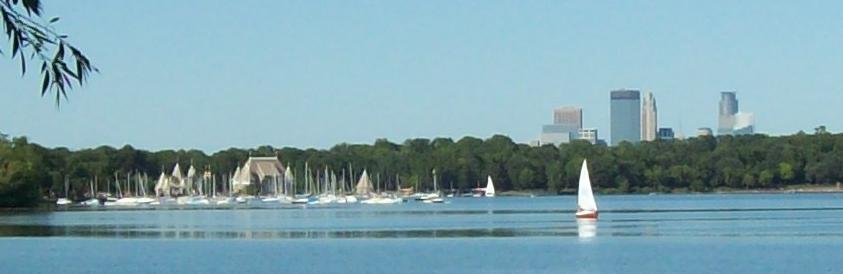

Озеро получило своё название в честь Харриет Лавджой (англ. Harriet Lovejoy), жены полковника Генри Ливенворта, героя Англо-американской войны. В собственность города оно перешло в 1885 году.
Является популярным местом отдыха. Оно, как и большинство озёр в Миннеаполисе, окружено зелеными насаждениями, вместе с близлежащим озером Калхаун является частью местной системы парков. На его берегах располагаются два пляжа, а также велосипедные и пешеходные дорожки. На самом озере организовано катание на парусных лодках, есть пристань. На северном берегу озера имеется крытая сцена в стиле средневекового замка.
Над озером проходит глиссада международного аэропорта Миннеаполис/Сент-Пол.
В озере водятся различные рыбы.
В 1998 году на берегу озера был найден озёрный осётр весом в 48 килограммов. Считается, что сейчас осетров в озере не водится.